# Портико ди Ромања (Форли-Чезена)
Портико ди Ромања (итал. Portico di Romagna) је насеље у Италији у округу Форли-Чезена, региону Емилија-Ромања.
Према процени из 2011. у насељу је живело 315 становника. Насеље се налази на надморској висини од 316 м.